# Centro de Perícias Forenses
O Centro de Perícias Forenses (CPFOR) é o Departamento Técnico-Científico do Estado de Alagoas. Tem como função coordenar as atividades desenvolvidas pelas perícias criminais do estado através dos seus respectivos órgãos. É desvinculado da Polícia Civil.
A Polícia Científica de Alagoas é diretamente subordinada à Secretaria de Estado da Defesa Social e trabalha em estreita cooperação com as demais polícias estaduais.
A Diretoria Geral do Centro de Perícias Forenses administra três órgãos:
- Instituto de Criminalística (IC)
- Instituto de Identificação (II)
- Instituto Médico-Legal (IML)

## Carreira do Centro de Perícias Forenses
- Perito Médico-Legista
- Perito Odonto-Legal
- Perito Criminal
- Perito Policial de Local
- Papiloscopista
- Auxiliar de Necropsia